# ايغناتيوس أنق يو هينغ
ايغناتيوس أنق يو هينغ (11 نوفمبر 1992 بسنغافورة - ) هو لاعب كرة قدم سنغافوري في مركز الوسط. لعب مع باليستيير خالسا وليونز تويلف ونادي واريورز وهاوجانج يونايتد ويانج لايونز.

## روابط خارجية
- ايغناتيوس أنق يو هينغ على موقع Soccerway.com (الإنجليزية)